# August Nauck

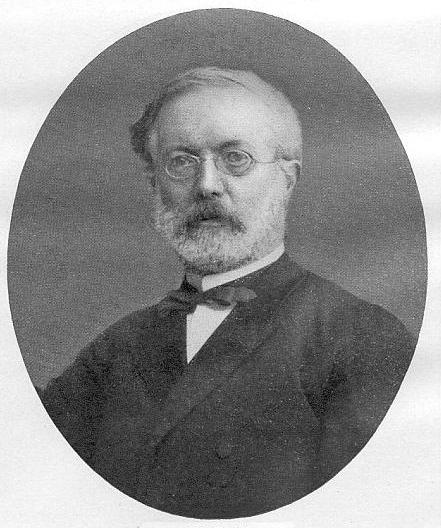
August Nauck

Johann August Nauck (* 18. September 1822 in Auerstädt in Thüringen; † 3. August 1892 in Sankt Petersburg) war ein deutscher Philologe.

## Leben
August Nauck studierte 1841 bis 1847 in Halle und wurde 1853 Adjunkt am Joachimsthalschen Gymnasium in Berlin. 1858 wurde er Oberlehrer am Berlinischen Gymnasium zum Grauen Kloster und siedelte 1859 als außerordentliches Mitglied der Akademie der Wissenschaften nach Sankt Petersburg über, wo er 1861 ordentliches Mitglied wurde. 1869 wurde er ordentlicher Professor der griechischen Literatur am historisch-philologischen Institut. 1881 wurde er zum korrespondierenden Mitglied der Göttinger Akademie der Wissenschaften gewählt. 1889 schließlich wurde er zum auswärtigen Mitglied der Philosophisch-philologischen Klasse der Bayerischen Akademie der Wissenschaften ernannt. Ab 1861 war er auch korrespondierendes Mitglied der Preußischen Akademie der Wissenschaften. Die Königlich Niederländische Akademie der Wissenschaften nahm ihn 1885 als auswärtiges Mitglied auf. August Nauck hat sich besonders um die Kritik und Erklärung der griechischen Tragiker und Homers verdient gemacht.
Sein Grab befindet sich auf dem lutherischen Teil des Smolensker Friedhofs in Sankt Petersburg.

## Schriften (Auswahl)
- Euripidis tragoediae (Leipzig 1854, Bd. 1 u. 2; 3. Aufl. I871; Bd. 3 [Fragmente] 1869)
- Euripideische Studien (Petersburg 1859–62, 2 Tle.)
- Tragicorum Graecorum Fragmenta (Leipzig 1856)
- Sophoclis tragoediae (Berlin 1867)
- Odyssee (Berlin 1874, 2 Bde.)
- Ilias (das. 1877–79, 2 Bde.)
- Aristophanis Byzantii grammatici Alexandrini fragmenta (Halle 1848)
- Porphyrii philosophi Platonici opuscula (Leipzig 1860)
- Lexicon Vindobonense (Petersburg 1867)
- Jamblichi de vita Pythagorica liber (ebd. 1884)